# ماتیس والتین
ماتیس والتین (انگلیسی: Mats Waltin؛ زادهٔ ۷ october ۱۹۵۳ (۷۱ سال)) ورزشکار هاکی روی یخ اهل سوئد است.
وی در مسابقات کشوری و بین‌المللی در مجموع برندهٔ ۲ مدال نقره، ۵ مدال برنز شده‌است.